# 瑞士銀行大廈 (芝加哥)
瑞士銀行大廈（One North Wacker，原稱：UBS Tower）是美國伊利諾州芝加哥市一幢高199米的摩天樓，這幢50層的建築完成於2001年，是由Lohan建築事務所所設計，開發商為John Buck Company，提供UBS集團1,754,000平方英尺面積的需求。

## 历史
該建築最為著名的特色為玻璃帷幕大廳。該大廳玻璃帷幕牆被認為是美國第一。該面40尺的牆製成5吋×5吋的玻璃窗格，有系統的附於浮雕與鋼索。該系統經測試每平方呎可承受150磅以上的力，或是接近250英哩的風速。玻璃本身也是與眾不同的；它有著1%極低的表面反射率，使得大廳看起來像是透明的。
與其他許多位於芝加哥的辦公大樓一樣，其設置了噴泉與植栽面對街道，並擁有非凡的外觀成為城市地標。

## 外部連結
- Emporis listing （页面存档备份，存于）